# Cyrtolabulus interstitialis
Cyrtolabulus interstitialis är en stekelart som först beskrevs av Cameron 1902.  Cyrtolabulus interstitialis ingår i släktet Cyrtolabulus och familjen Eumenidae. Inga underarter finns listade i Catalogue of Life.